# Ascocentrum christensonianum
Ascocentrum christensonianum es una especie de orquídea.

## Descripción
Es una orquídea de tamaño pequeño o mediano, que prefiere el clima cálido, es una epífita monopodial que tiene un tallo erecto completamente envuelto por vainas con hojas de color rojizo a verde, en forma de cinta, agudamente tridenticulada apicalmente. Florece en la primavera y el otoño con una inflorescencia erecta, axilar de 10 a 15 cm de larga.

## Distribución y hábitat
Se encuentra en Vietnam en bosques semi-caducifolios y de hoja caduca secos de tierras bajas en alturas desde el nivel del mar a los 700 metros en las ramas de los árboles del bosque. 

## Taxonomía
Ascocentrum christensonianum fue descrita por Haager y publicado en Orchid Digest 57(1): 39. 1993.
Etimología
Ascocentrum: nombre genérico que proviene de la unión de dos palabras griegas: ασκός (askos), que significa "piel", y κέντρον , que significa "estimular" o "picar", en referencia a la forma de su labio.
christensonianum: epíteto otorgado en honor del botánico Eric A. Christenson.
Sinonimia
- Vanda christensoniana (Haager) LMGardiner 2012[3][4]